# Rodney Harmon
Rodney Harmon (Richmond, 16 agosto 1961) è un ex tennista statunitense.

## Carriera
In carriera ha vinto 1 titolo di doppio. Nei tornei del Grande Slam ha ottenuto il suo miglior risultato raggiungendo i quarti di finale nel singolare agli US Open nel 1982, e di doppio misto a Wimbledon nel 1983.

## Statistiche

### Doppio

#### Vittorie (1)
| Numero | Anno | Torneo               | Superficie | Compagno       | Avversari in finale              | Punteggio |
| 1.     | 1985 | Lorraine Open, Nancy | Cemento    | Marcel Freeman | Jaroslav Navrátil Jonas Svensson | 6–4, 7–6  |